# 1698
Епоха великих географічних відкриттів •  Перша наукова революція • Річ Посполита •  Запорозька Січ •  Руїна

## Геополітична ситуація
Османську імперію очолює Мустафа II (до 1703). Під владою османського султана перебувають Близький Схід та Єгипет, Середземноморське узбережжя Північної Африки, частина Закавказзя, значні території в Європі: Греція, Болгарія та Сербія. Васалами османів є Волощина та Молдова.
Священна Римська імперія — наймогутніша держава Європи. Її територія охоплює, крім німецьких земель, Угорщину з Хорватією, Трансильванію, Богемію, Північну Італію. Її імператор — Леопольд I Габсбург (до 1705).
На передові позиції в Європі вийшла Франція, на троні якої сидить король-Сонце Людовик XIV (до 1715). Франція має колонії в Північній Америці та Індії.
Габсбург Карл II Зачарований є королем Іспанії (до 1700). Йому належать Іспанські Нідерланди, південь Італії, Нова Іспанія, Нова Гранада та Нова Кастилія в Америці, Філіппіни. Королем Португалії є Педру II (до 1706). Португалія має володіння в Бразилії, в Африці, в Індії, в Індійському океані й Індонезії.
Північ Нідерландів займає Республіка Об'єднаних провінцій. Вона має колонії в Північній Америці, Індонезії, на Формозі та на Цейлоні. Король Англії — Вільгельм III Оранський (до 1702). Англія має колонії в Північній Америці, на Карибах та в Індії. Король Данії та Норвегії — Кристіан V (до 1699), король Швеції — Карл XII (до 1718). На Апеннінському півострові незалежні Венеціанська республіка та Папська область. Королем Речі Посполитої обрано Августа II (до 1706). У Московії царює Петро I (до 1725).
Україну розділено по Дніпру між Річчю Посполитою та Московією. Діють два гетьмани: Самійло Самусь (польський протекторат) на Правобережжі, Іван Мазепа (московський протекторат) на Лівобережжі. На півдні України існує Запорозька Січ. Існують Кримське ханство, Ногайська орда.
В Ірані правлять Сефевіди.
Значними державами Індостану є Імперія Великих Моголів, в якій править Аурангзеб, Імперія Маратха. В Китаї править Династія Цін. У Японії триває період Едо

## Події

### В Україні
- Кошовим отаманом Запорізької Січі обрано Мартина Стукала.
- Івана Скоропадського обрано генеральним бунчужним.

### У світі
- 14 листопада бездітний іспанський король Карл II, останній представник іспанської гілки Габсбургів, щоб уникнути ворожнечі між монархами європейських країн, призначив спадкоємцем престолу свого племінника Йосифа Фердинанда, сина Баварського курфюрста Максиміліана II Еммануїла з роду Віттельсбахів.
- Перед поверненням царя Московії Петра I з Великого посольства Патрік Гордон придушив у Москві стрілецький бунт.
- Петро I встановив податок на бороди.
- У місті Сремські Карловці почалася підготовка до укладення миру між Священною Лігою та Отоманською імперією, що мав закінчити Велику турецьку війну.
- Георг Луїс, майбутній король Великої Британії Георг I, став курфюрстом Ганновера.
- Французька експедиція братів Лемуанів, Ібервілля та Б'єнвілля, розпочала колонізацію Луїзіани.
- У Лондоні згорів палац Вайтхол.
- Шотландці спробували побудувати колонію на Панамському перешийку.
- Бухарест став столицею Валахії.
- Оман захопив у португальців Момбасу і Занзібар.

### Наука та культура
- У Лондоні засновано місіонерське Товариство сприяння поширенню християнського знання.
- Бартоломео Крістофорі почав робити перше фортепіано.
- Томас Севері запатентував парову помпу.
- Едмонд Галлей вирушив у першу чисто наукову морську експедицію, метою якої було вивчення магнітного схилення.

## Народились
див. також Категорія:Народились 1698
- лютий — Колін Маклорен, шотландський математик
- 21 серпня — Джузеппе Антоніо Гварнері, італійський майстер виготовлення скрипок

## Померли
див. також Категорія:Померли 1698
- 22 січня — Фрідріх-Казимир Кеттлер, герцог Курляндії і Семигалії.
- 11 червня — Балтазар Беккер, німецько-голландський теолог та філософ (*1634)